# Ołeksij Kacman
Ołeksij Josypowycz Kacman, ukr. Олексій Йосипович Кацман, ros. Алексей Иосифович Кацман, Aleksiej Iosifowicz Kacman (ur. 3 stycznia 1947 w Kirowohradzie, zm. 23 września 2017) – ukraiński piłkarz, grający na pozycji napastnika, sędzia i trener piłkarski.

## Kariera piłkarska

### Kariera klubowa
Wychowanek klubu DJuSSz-2 Kirowohrad. W 1965 rozpoczął karierę piłkarską w miejscowym klubie Zirka Kirowohrad. W 1967 został zaproszony do Czornomorca Odessa. W latach 1967-1968 służył w wojskowym klubie SKA Odessa. Po zakończeniu służby w 1969 odszedł do Sudnobudiwelnyka Mikołajów. Po pół roku zmienił klub na Budiwelnyk Pierwomajsk. W 1970 powrócił do kirowohradzkiego klubu. Sezon 1974 spędził w Dynamo Chmielnicki, po czym ponownie wrócił do Zirki Kirowohrad. W 1977 zakończył karierę piłkarską w klubie Dnipro Czerkasy.

## Kariera trenerska
Po zakończeniu kariery piłkarskiej rozpoczął pracę szkoleniową. Najpierw trenował dzieci w Szkole Sportowej rodzimej Zirki Kirowohrad. Od 1988 pomagał trenować pierwszą drużynę Zirki Kirowohrad, a od lipca 1989 do końca 1990 pracował na stanowisku głównego trenera klubu. Potem przez jakiś czas sędziował mecze piłkarskie Mistrzostw Ukrainy. Od listopada 1993 do kwietnia 1997 pomagał trenerowi Ołeksandr Iszczenko prowadzić Zirkę Kirowohrad, od maja 1997 do czerwca 1998 Nywę Winnica, i od czerwca 1998 do maja 2000 ponownie Zirkę Kirowohrad. Potem powrócił do trenowania dzieci w DJuSSz Ziroczka Kirowohrad.

## Sukcesy i odznaczenia

### Sukcesy klubowe
- zdobywca Pucharu Ukraińskiej SRR: 1973, 1975

### Sukcesy indywidualne
- król strzelców Zirki Kirowohrad w sezonach: 1966, 1971, 1975.
- król strzelców Dynama Chmielnicki w sezonach: 1974

### Odznaczenia
- tytuł Zasłużonego Trenera Ukrainy: 2010